# Cascade du Géhard
La cascade du Géhard est une chute d'eau du massif des Vosges située sur la limite des communes de Girmont-Val-d'Ajol et du Val-d'Ajol.

## Géographie
La cascade est située à une altitude de 518 m. Le ruisseau du Géhard est un affluent de la Combeauté en rive gauche.

## Description
Un peu en contrebas de la cascade se trouve un pont vouté, la tradition prétend que c'est l'Empereur Napoléon III qui l'aurait fait construire. Le chemin qui longe le torrent s'appelle d'ailleurs « Chemin de l'Empereur ».
La cascade est représentée sur un tableau de Louis Français exposé au Musée Charles-de-Bruyères à Remiremont.

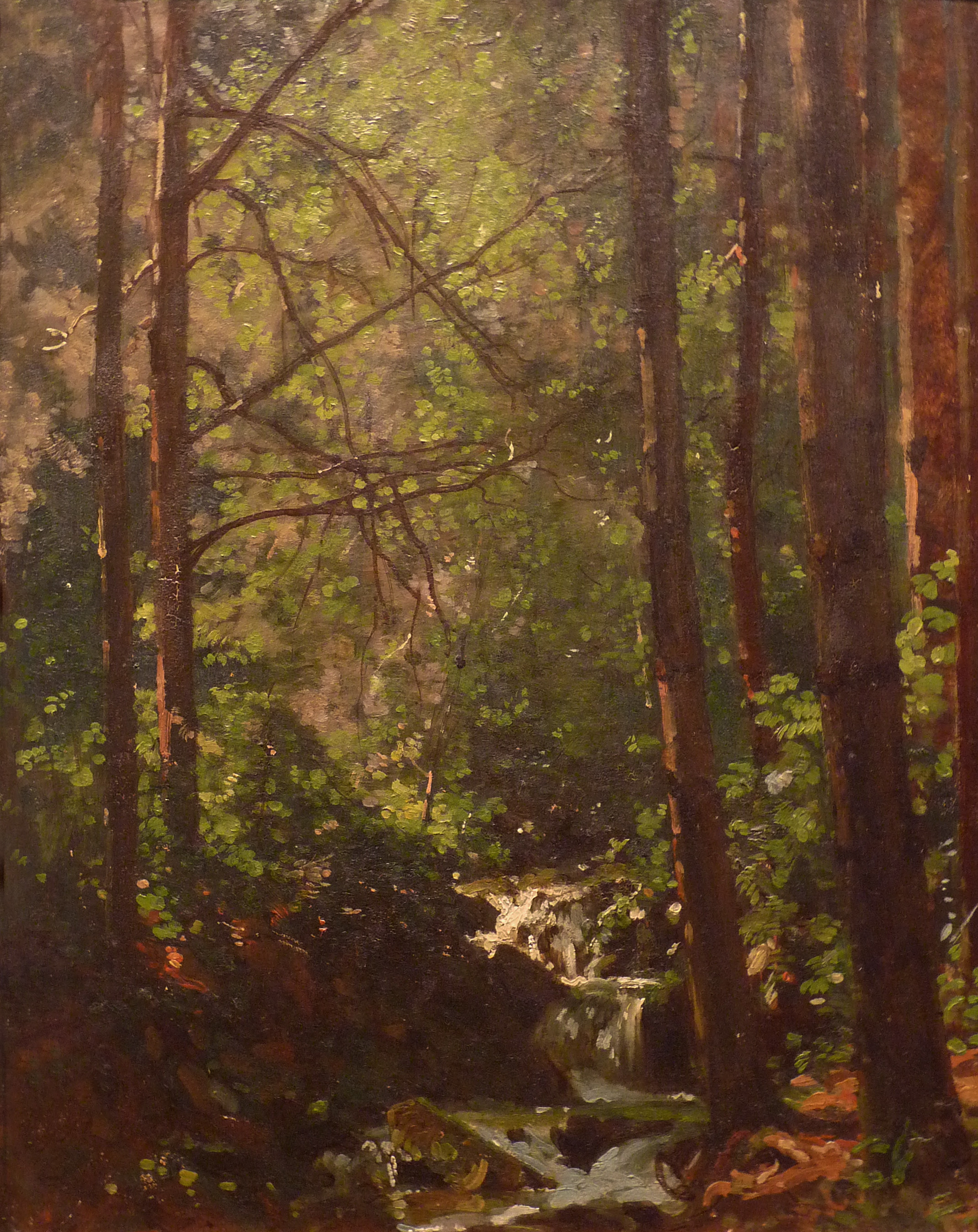
Cascade du Géhard par Louis Français.
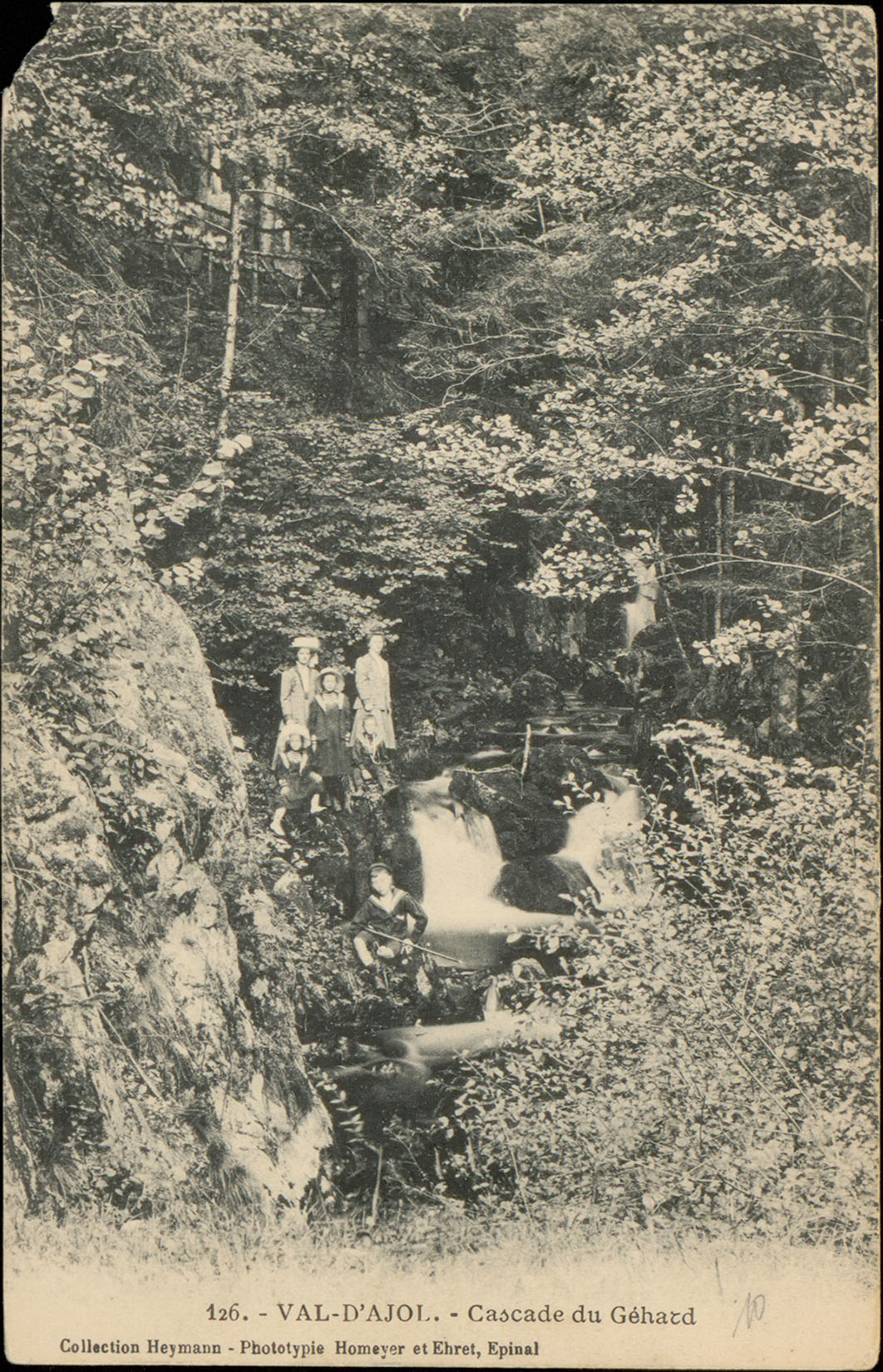
Carte postale ancienne (éd. Homeyer et Ehret).
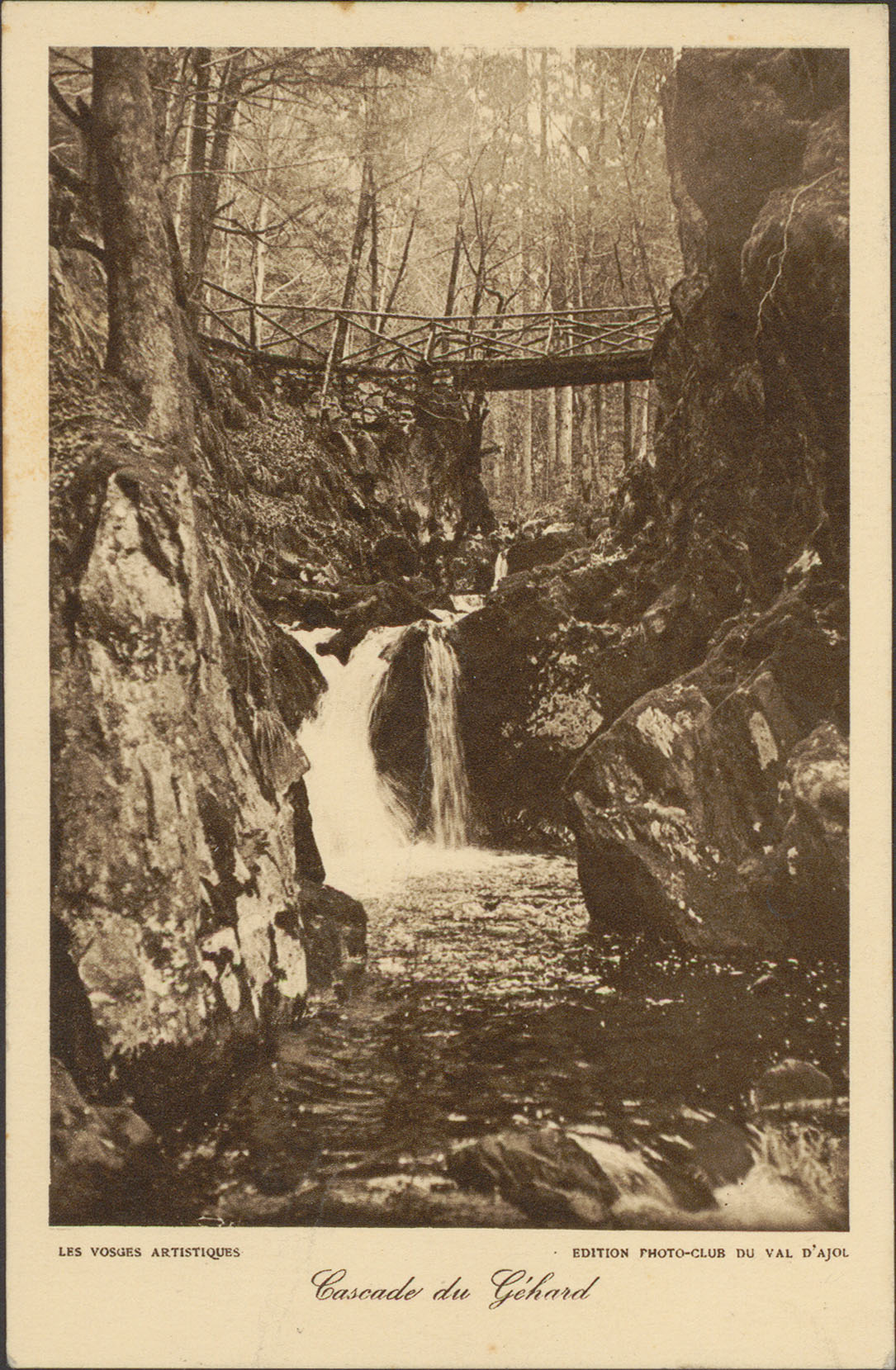
Carte postale ancienne (Photo-club du Val d'Ajol).